# Pilgrimsresan
Pilgrimsresan (originaltitel O Diário de um mago) är den brasilianska författaren Paulo Coelhos första bok. Den skrevs 1987 och översattes till svenska 2006. Boken handlar om Coelhos upplevelser när han följer i de gamla pilgrimernas spår och reser till Santiago de Compostela.
I boken skriver Coelho om hur han blir medlem i en fiktiv katolsk orden kallad Regnus Agnus Mundi (RAM) med en person kallad "J" som sin "Mästare". Enligt författaren grundades orden 1492. Namnet betyder Lammets rike i världen. Förkortningen RAM kan även betyda Rigor (stränghet), Amor (kärlek) och Misericordia (barmhärtighet).